# Fowlea melanzosta
Fowlea melanzosta — вид змій родини полозових (Colubridae). Ендемік Індонезії.

## Поширення і екологія
Fowlea melanzosta мешкають на островах Ява і Балі. Вони ведуть напівводний спосіб життя, спостерігаються поблизу річок, струмків, боліт і ставків, а також на рисових полях. Відкладають яйця.